# Vitelloni (Die Müßiggänger)
Vitelloni (Die Müßiggänger) (Originaltitel: I vitelloni) ist eine Filmkomödie des italienischen Neorealismus von 1953, entstanden unter der Regie von Federico Fellini. Die Geschichte konzentriert sich auf das Leben von fünf jungen Männern, den Frauenhelden Fausto, den Intellektuellen Leopoldo, den kindlichen Alberto, den erwachsenen Moraldo und den im Hintergrund stehenden Riccardo.
Als einer von insgesamt acht Fellini-Filmen, wurde der satirische Schwarzweißfilm, 2008 auf die offizielle, vom italienischen Kulturministerium gebilligte Liste „100 erhaltenswerte italienische Filme“ aufgenommen. Die 100 ausgewählten Filme entstanden zwischen 1942 und 1978 und haben das kollektive Gedächtnis Italiens maßgeblich geprägt.

## Handlung
Zu Beginn wird der Zuschauer Zeuge eines Schönheitswettbewerbs, welcher am Strand der Kleinstadt stattfindet. Die Gewinnerin Sandra wird ohnmächtig, und es stellt sich heraus, dass sie schwanger ist. Der Vater des Kindes ist Fausto, ein Frauenheld; er will nach Mailand ausreißen, aber unter dem Druck seines Vaters und des Bruders von Sandra heiratet er sie. Nach der Hochzeit und anschließender Hochzeitsreise wird Fausto von seinem Schwiegervater eine Arbeitsstelle mehr oder minder aufgezwungen – er wird Verkäufer in einem Antiquitäten- und Devotionaliengeschäft. Mit Sandra im Kino, bandelt er mit der Dame auf seiner anderen Seite an, und sogar die Frau seines Padrone ist vor ihm nicht sicher, nachdem er ihr schon im Karneval eindeutige Komplimente gemacht hat.
Damit aber überzieht er und wird gekündigt. Moraldo macht ihm klar, dass ihm noch ein Gehalt zugestanden hätte; Fausto überredet Moraldo, mit ihm eine Engelsfigur aus dem Geschäft zu stehlen – gleichsam als Ausgleich für die vorenthaltene Abfindung. Vergeblich versuchen sie, das Diebesgut zuerst einer argwöhnischen Nonne, dann einem misstrauischen Mönch anzudrehen. Sie werden erwischt, aber der Skandal kann gerade noch einmal unter den Teppich gekehrt werden, weil Fausto behauptet, nicht er habe der Frau seines Padrone, sondern diese ihm nachgestellt.
Die Situation wird für Sandra jedoch unerträglich, und sie verlässt Fausto zusammen mit dem gemeinsamen Kind. Fausto und seine Freunde suchen sie und finden sie erst nach langen Stunden mit dem kleinen Moraldino bei Faustos Vater. Dieser zögert nicht lange, sondern schnallt sich den Gürtel ab und verprügelt seinen Sohn damit. Fausto und Sandra haben wieder zueinander gefunden – aber der Offsprecher verheißt keine große Veränderung. Einzig Moraldo findet – genau wie Federico Fellini selbst – die Kraft, das kleinbürgerliche Milieu zu verlassen und sich mit dem Zug nach Rom aufzumachen.
Das Schlussbild zeigt den Jungen, mit dem Moraldo sich angefreundet hatte, wie er fröhlich auf einer Schiene balanciert, nachdem Moraldo ihm zum Abschied gesagt hat, er wisse nicht, ob es woanders besser sei, aber auf jeden Fall sei es anders.
Der Film ist zum größten Teil autobiographisch und basiert auf Fellinis Erfahrungen als junger Mann in seiner Heimatstadt Rimini. Dementsprechend spielt der Film in einer kleinen Stadt an der Adriaküste. Die Geschichte konzentriert sich auf das Leben von fünf jungen Männern, den Frauenhelden Fausto, den Intellektuellen Leopoldo, den kindlichen Alberto, den erwachsenen Moraldo und den im Hintergrund stehenden Riccardo.

## Hintergrund
Der Film ist zum größten Teil autobiographisch und basiert auf Fellinis Erfahrungen als junger Mann in seiner Heimatstadt Rimini. Dementsprechend spielt der Film in einer kleinen Stadt an der Adriaküste. Die Rolle des Riccardo übernahm Fellinis Bruder Riccardo Fellini.
Ursprünglich war dem – damals bereits sehr bekannten – italienischen Regisseur Vittorio De Sica die Rolle des Sergio Natali angeboten worden. Er lehnte höflich ab, da er sich damals nicht vorstellen konnte einen Homosexuellen zu verkörpern, bzw. fürchtete, er selbst würde dadurch homosexuell wirken.

## Kritiken
„Die von Fellinis eigenen Jugenderinnerungen geprägte Kleinstadtsatire ist eine meisterliche Studie voller subtiler Gags, die den italienischen Neorealismus um eine neue Dimension bereicherte. Der menschliche Alltag und der Leerlauf im Leben der "fünf großen Kälber" Vitelloni wird poetisch, melancholisch, tragikomisch, zuweilen auch satirisch, stets aber liebevoll ironisiert und entlarvt.“

## Einfluss
Der Regisseur Stanley Kubrick bezeichnete den Film Vitelloni im Jahr 1963 als einen seiner zehn Lieblingsfilme.

## Auszeichnungen
- Silberner Löwe bei den Internationalen Filmfestspielen von Venedig 1953.
- Nastro d’Argento der SNGCI (Vereinigung der italienischen Filmjournalisten) für Regie, Produktion und beste Nebenrolle (Alberto Sordi) 1954.
- Étoile de Cristal in den Kategorien bester ausländischer Film (Prix International), Bester Darsteller (Franco Fabrizi) und Beste Darstellerin (Leonora Ruffo)
- Oscar-Nominierung in der Kategorie Bestes Originaldrehbuch 1958

## Weiterführende Literatur
- Matthias Baumgart (2024). Männlicher Stillstand: Szenisches Verstehen der Mise-en-Scène von Fellinis I Vitelloni. In: Peter Bär, Timo Storck, Karin Nitzschmann, Andreas Hamburger, Gerhard Schneider (Hg.). (2024). Federico Fellini: Zeitlose Bilder (S. 153–174). Cinema Quadrat e. V., Mannheim, ISBN 978-3-384-10895-1 (Print), ISBN 978-3-384-10896-8 (E-Book).
- Peter Bär (2024). Gefangensein und die Suche nach Auswegen: Ein Bilder-Essay zu I Vitelloni. In: Peter Bär, Timo Storck, Karin Nitzschmann, Andreas Hamburger, Gerhard Schneider (Hg.). (2024). Federico Fellini: Zeitlose Bilder (S. 175–184). Cinema Quadrat e. V., Mannheim, ISBN 978-3-384-10895-1 (Print), ISBN 978-3-384-10896-8 (E-Book).